# Jennifer Botterill
Jennifer Botterill   (Ottawa, 1 de maig de 1979) és una jugadora d'hoquei sobre gel canadenca, guanyadora de quatre medalles olímpiques. El seu nom de naixement és Jennifer McCannell.
Jugadora dels Toronto Aeros (2003-2005) i dels Mississauga Chiefs (2006-2009), va participar en els Jocs Olímpics d'Hivern de 1998 realitzats a Nagano (Japó), on aconseguí guanyar la medalla de plata. En els Jocs Olímpics d'Hivern de 2002 realitzats a Salt Lake City (Estats Units) aconseguí guanyar la medalla d'or, metall que repetiria en els Jocs Olímpics d'Hivern de 2006 realitzats a Torí (Itàlia) i en els Jocs Olímpics d'Hivern de 2010 realitzats a Vancouver (Canadà).
Al llarg de la seva carrera ha guanyat vuit medalles en el Campionat del Món d'hoquei sobre gel femení, destacant cinc medalles d'or. És filla de la patinadora de velocitat Doreen McCannell i neboda de la també patinadora Donna McCannell.